# Hémiounou
Hémiounou est un vizir de Khéops et membre de la famille royale de la IVe dynastie en tant que petit-fils de Snéfrou. Il est connu pour être l'architecte de la grande pyramide de Gizeh.
Dans sa tombe, il est décrit comme un « prince héréditaire », « comte », « chasseur du roi de Basse-Égypte » (jrj-pat HAtj-a xtmw-bjtj), et sur une statue trouvée dans son serdab (et maintenant situé à Hildesheim), Hémiounou reçoit les titres : « fils du roi de son corps », « juge en chef et vizir », « le plus grand des Cinq de la Maison de Thot » (sA nswt n XT=f tAjtj sAb TAtj wr djw pr-DHwtj).

## Généalogie
Il est le fils de Néfermaât et d'Itet.
Il est donc le petit-fils de Snéfrou.

## Sépulture
Il se fait construire un vaste mastaba (G 4000) non loin de la pyramide de son souverain dans le cimetière ouest de la nécropole de Gizeh.
Ce mastaba a été dégagé et fouillé par l'égyptologue allemand Hermann Junker au début du XXe siècle dans le cadre de l'expédition austro-allemande de Gizeh dont il assurait la direction.
Le mastaba a conservé sur ses premières assises son revêtement en calcaire fin de Tourah ainsi que certains éléments architecturaux tels que des redans imitant la façade d'un palais, des niches qui pouvaient abriter des stèles fausses-portes, un bassin à libation destiné au rite quotidien qui y était rendu ainsi que des vestiges de reliefs classiques pour ce type de fondation funéraire.
En outre, le mastaba livra une statue du vizir presque intacte, représenté assis, avec un certain embonpoint signe caractéristique de la réussite sociale pour les anciens égyptiens. C'est un des rares exemplaires de la statuaire civile de cette époque qui soit parvenu jusqu'à nous.
Le profil d'aigle de son nez est cependant à manipuler avec précaution, et non à prendre comme un élément caractéristique de son individualité physique. En effet, celui-ci, détruit, a été restauré dès le début du XXe siècle en prenant pour modèle un fragment de relief provenant de sa tombe qui montrait un nez aquilin de ce type.